# Городищенская сельская община
Городищенская сельская община (укр. Городищенська сільська громада) — территориальная община в Луцком районе Волынской области Украины.
Административный центр — село Городище.
Население составляет 8888 человек. Площадь — 235,3 км².
В соответствии с распоряжением Кабинета Министров Украины от 12 июня 2020 года, в состав общины вошла территория Сенкевичевского поселкового совета, Бережанковского, Губинского Первого, Жабченского, Колодеженского, Михлинского, Угриновского и Шклинского сельских советов упразднённого Гороховского района, а также Городищенского, Несвичевского и Чаруковского сельских советов Луцкого района.

## Населённые пункты
В состав общины входят 1 посёлок и 20 сёл:
- Городище
  - Григоровичи
  - Мартыновка
- Бережанковский старостинский округ:
  - Бережанка
- Колодеженский старостинский округ:
  - Жабче
  - Колодеже
  - Наталин
  - Сергеевка
- Михлинский старостинский округ:
  - Загаи
  - Маруся
  - Михлин
- Несвичевский старостинский округ:
  - Несвич
- Сенкевичевский старостинский округ:
  - Губин Первый
  - Нивы-Губинские
  - Посёлок Сенкевичевка
- Угриновский старостинский округ:
  - Дубовая Корчма
  - Угринов
- Чаруковский старостинский округ:
  - Вигуричи
  - Чаруков
- Шклинский старостинский округ:
  - Шклинь
  - Шклинь Второй